# Бле (Шер)
Бле (фр. Blet) — коммуна во Франции, находится в регионе Центр. Департамент — Шер. Входит в состав кантона Неронд. Округ коммуны — Сент-Аман-Монтрон.
Код INSEE коммуны — 18031.
Коммуна расположена приблизительно в 220 км к югу от Парижа, в 130 км юго-восточнее Орлеана, в 33 км к юго-востоку от Буржа.

## Население
Население коммуны на 2008 год составляло 647 человек.
| 1962 | 1968 | 1975 | 1982 | 1990 | 1999 | 2008 |
| ---- | ---- | ---- | ---- | ---- | ---- | ---- |
| 820  | 730  | 749  | 713  | 689  | 617  | 647  |

## Администрация
| Период | Период | Фамилия        | Партия                  | Примечания               |
| ------ | ------ | -------------- | ----------------------- | ------------------------ |
| 1958   | 1959   | Франсуа Кокю   |                         |                          |
| 1959   | 1962   | Гастон Жюлье   |                         | врач                     |
| 1962   | 1965   | Жан Кордебуа   |                         |                          |
| 1965   | 2009   | Мишель Бибанов | Социалистическая партия | член генерального совета |
| 2009   | 2014   | Андре Жирар    |                         | фермер                   |

## Экономика
В 2007 году среди 379 человек в трудоспособном возрасте (15-64 лет) 262 были экономически активными, 117 — неактивными (показатель активности — 69,1 %, в 1999 году было 60,3 %). Из 262 активных работали 218 человек (121 мужчина и 97 женщин), безработных было 44 (19 мужчин и 25 женщин). Среди 117 неактивных 23 человека были учениками или студентами, 35 — пенсионерами, 59 были неактивными по другим причинам.

## Достопримечательности
- Церковь Сен-Жермен (XI—XII века). Исторический памятник с 1926 года[3]
- Крытый рынок (1821 год). Исторический памятник с 1993 года[4]
- Замок Бле (XV век)
- Следы римского акведука

## Фотогалерея
- Замок Бле
- Церковь Сен-Жермен
- Церковь Сен-Жермен
- Крытый рынок
- Карта коммуны